# Rhaphidophora versteegii
Rhaphidophora versteegii — вид квіткових рослин із родини Araceae, роду Rhaphidophora. Ця ліана, рідним ареалом цього виду є Нова Гвінея та архіпелаг Бісмарка.